# Étant donnés (Künstlerduo)
Étant donnés wurde 1980 gegründet. Das Künstlerduo besteht aus den in Rabat geborenen Brüdern Marc Hurtado (* 1962) und Eric Hurtado (* 1959). Sie arbeiten vorwiegend als Performancekünstler.
Étant donnés arbeitete unter anderem zusammen mit Alan Vega, Lydia Lunch, Genesis P-Orridge, Michael Gira, Marc Cunningham und Christophe, Mama Baer und Kommissar Hjuler, Antye Greie-Ripatti.
Der Name des Duos referiert an das Raumobjekt Étant donnés von Marcel Duchamp.